# DESY

Logo DESY

DESY (acronim pentru Deutsches Elektronen-SYnchrotron) este un centru național de cercetare științifică fundamentală al Republicii Federale Germania, cu sedii în Hamburg și Zeuthen. Acoperă un spectru larg de cercetare interdisciplinară cu trei domenii principale: proiectarea, construcția și operarea de acceleratoare de particule, fizica energiilor înalte și fizica fotonilor.